# California Dreamin'
„California Dreamin'“ je sedmá skladba z debutového alba skupiny The Mamas & the Papas If You Can Believe Your Eyes and Ears z roku 1965. Tuto píseň napsal John Phillips a Michelle Phillips. Píseň poprvé nahrál Barry McGuire. Text písně vyjadřuje touhu vypravěče po teple Los Angeles během chladné zimy v New Yorku. Je nahrána v tónině cis moll.
V červnu 1966 získala zlatý certifikát od Recording Industry Association of America  a v roce 2001 byla uvedena do Síně slávy Grammy. V roce 2021 časopis Rolling Stone umístil píseň na 420. místo v žebříčku "500 nejlepších písní všech dob".